# Cedrasco
Cedrasco (Scedrasch in dialetto valtellinese) è un comune italiano di 422 abitanti della provincia di Sondrio in Lombardia, situato a sud-ovest del capoluogo.

## Storia

### Simboli
I monti alludono alla posizione geografica del paese; la fascia d'argento richiamerebbe il torrente che bagna il territorio; l'albero nel capo (che potrebbe essere un cedro, come arma parlante con riferimento al nome del comune) richiama le estese foreste che circondano la zona.
Il gonfalone è un drappo di bianco.

## Società

### Evoluzione demografica
Abitanti censiti